# Faux bâtiment
 (mai 2023).
La mise en forme du texte ne suit pas les recommandations de Wikipédia : il faut le « wikifier ».
Les points d'amélioration suivants sont les cas les plus fréquents. Le détail des points à revoir est peut-être précisé sur la page de discussion.
- Les titres sont pré-formatés par le logiciel. Ils ne sont ni en capitales, ni en gras.
- Le texte ne doit pas être écrit en capitales (les noms de famille non plus), ni en gras, ni en italique, ni en « petit »…
- Le gras n'est utilisé que pour surligner le titre de l'article dans l'introduction, une seule fois.
- L'italique est rarement utilisé : mots en langue étrangère, titres d'œuvres, noms de bateaux, etc.
- Les citations ne sont pas en italique mais en corps de texte normal. Elles sont entourées par des guillemets français : « et ».
- Les listes à puces sont à éviter, des paragraphes rédigés étant largement préférés. Les tableaux sont à réserver à la présentation de données structurées (résultats, etc.).
- Les appels de note de bas de page (petits chiffres en exposant, introduits par l'outil «  Source ») sont à placer entre la fin de phrase et le point final[comme ça].
- Les liens internes (vers d'autres articles de Wikipédia) sont à choisir avec parcimonie. Créez des liens vers des articles approfondissant le sujet. Les termes génériques sans rapport avec le sujet sont à éviter, ainsi que les répétitions de liens vers un même terme.
- Les liens externes sont à placer uniquement dans une section « Liens externes », à la fin de l'article. Ces liens sont à choisir avec parcimonie suivant les règles définies. Si un lien sert de source à l'article, son insertion dans le texte est à faire par les notes de bas de page.
- La présentation des références doit suivre les conventions bibliographiques. Il est recommandé d'utiliser les modèles {{Ouvrage}}, {{Chapitre}}, {{Article}}, {{Lien web}} et/ou {{Bibliographie}}. Le mode d'édition visuel peut mettre en forme automatiquement les références.
- Insérer une infobox (cadre d'informations à droite) n'est pas obligatoire pour parachever la mise en page.

Pour une aide détaillée, merci de consulter Aide:Wikification.
Si vous pensez que ces points ont été résolus, vous pouvez retirer ce bandeau et améliorer la mise en forme d'un autre article.
Un faux bâtiment est une construction conçue pour ne pas être remarquée extérieurement et dissimuler sa nature réelle, généralement celle d'un équipement.
Les bâtiments qui utilisent le camouflage urbain, parfois appelés boîtiers de transformateurs dans des situations spécifiques et communément qualifiés de faux bâtiments et de fausses façades, sont des structures conçues pour dissimuler les transformateurs électroniques et d'autres types de propriétés esthétiquement déplaisantes,. Ces bâtiments se trouvent couramment dans les villes résidentielles, où ils se fondent dans l'architecture environnante et dissimulent la présence d'équipements dissimulés.

## Histoire
La vulgarisation du camouflage urbain remonte au début des années 1900, lorsque les sous-stations ont été introduites pour la première fois à Toronto. Pendant cette période, les convertisseurs électroniques étaient logés dans des demeures grandioses plutôt que d'être découverts ou déguisés. Après les tribulations de la Seconde Guerre mondiale, la banlieue a commencé à prospérer à l'échelle internationale. En raison de cet essor éminent de la société, la demande d'électricité a augmenté de façon exponentielle et des architectes ont été appelés à trouver des  emplacements pour ces sous-stations désirée. Pendant ce temps, Harold Alphonso Bodwell, un employé des services publics nommé à la situation en tant que concepteur principal, a présenté aux administrateurs l'idée d'éventrer les logements inutilisés de ces sous-stations. L'un des premiers exemples connus de camouflage urbain date de 1907, lorsque le 58 Joralemon Street à New York a été acquis par l'Interborough Rapid Transit Company et vidé pour l'utilisation du transport souterrain ventilé.

## Utilisation et placement
Bien que le camouflage urbain soit généralement utilisé pour masquer les sous-stations résidentielles, il existe une multitude d'applications pour cette désignation. À Los Angeles, bon nombre de ces structures dissimulent des plates-formes pétrolières. D'autres affectations incluent des tours de téléphonie cellulaire, des bunkers (parfois anti-atomiques), des stations de pompage, et des puits de ventilation de métro. En fin de compte, ces mirages ne sont pas intrinsèquement installés pour empêcher le vandalisme ou le cambriolage mais plutôt pour l'ambiance de son quartier. Le camouflage urbain maintient non seulement la valeur de la propriété en raison de son apparence ambiguë, mais il maintient également la disposition de l'emplacement. Ces façades peuvent être découvertes dans le monde entier depuis New York aux États-Unis, New York et Los Angeles, Californie jusqu'à Paris, France et Londres, Royaume-Uni.

### Emplacements connus
Voici une liste des lieux connus qui utilisent le camouflage urbain.
- 145 rue La Fayette. 10e arrondissement de Paris.
- Bâtiments affiliés à Holland Tunnel. New York, New York, États-Unis.
- 58 rue Joralemon pour le transport en commun rapide. Hauteurs de Brooklyn, Brooklyn, New York, États-Unis.
- 23/24 Leinster Gardens pour un transport en commun rapide. Londres, Angleterre, Royaume-Uni.

#### Pour la conversion de puissance
- Laboratoire commémoratif Strecker. Southpoint Park, Roosevelt Island, New York, États-Unis.
- 51, rue Ontario Ouest. Chicago, Illinois, États-Unis.
- 640, chemin Millwood. Toronto, Ontario, Canada.
- 29, rue Nelson. Toronto, Ontario, Canada.

La plupart des exemples de camouflage urbain sont similaires à la conception des bâtiments environnants, mais ce n'est pas toujours le cas. Certains cas, cependant, sont moins convaincants en raison de défauts de conception causés par l'équipement contenu ou d'autres difficultés. Ces défauts incluent des fenêtres noircies,,, l'absence d'un toit,,, porte, vitres, ou certains murs clos ; extrusions fermées ; panneaux de signalisation; et certains composants 3D imprimés plutôt que reproduits avec des matériaux réels.